# Anuel AA: BZRP Music Sessions, Vol. 46
«Anuel AA: BZRP Music Sessions, Vol. 46» es una canción del productor argentino Bizarrap y el cantante puertorriqueño Anuel AA, también conocido como "El Dios del Trap". Fue lanzado el 3 de noviembre de 2021 a través de Dale Play Records. Está es la tercera Bzrp Music Sessions en la que Bizarrap colabora con un artista puertorriqueño siendo la de Eladio Carrión la primera con su «Eladio Carrión: Bzrp Music Sessions, Vol. 40», y Nicky Jam siendo el segundo con su «Nicky Jam: Bzrp Music Sessions, Vol. 41».

## Antecedentes
La sesión ha sido objeto de rumores desde mediados de julio de 2021. En agosto, el manager de Anuel, Frabian Eli, anunció en una entrevista que Anuel y Bizarrap están interesados en trabajar juntos.
A principios de octubre, Anuel subió fotos a su Instagram en un estudio, y luego Bizarrap confirmó que estaba en el mismo lugar, produciendo. El 31 de octubre de 2021 Bizarrap confirmó implícitamente la salida de esta sesión, como lo hace de la forma habitual: dejando pistas sutiles. Primero, subió una foto borrada donde había una gorra con la bandera de Estados Unidos y al lado una batería doble A, en referencia al nombre del artista puertorriqueño, Anuel AA (Doble A). Posteriormente, Bizarrap subió la pista más obvia: una foto con una sudadera con capucha de la mercancía de Anuel que dice "Real Hasta La Muerte".
La confirmación oficial se realizó al día siguiente, 1 de noviembre de 2021, a través de una publicación de Instagram Bizarrap. Anuel también hizo el mismo cargo.

## Composición y letra
A mediados de octubre, Anuel publicó una a cappella cantando sobre la vida de matones en la calle y estar en el barrio. Un día antes del lanzamiento de la sesión musical publicó un video con Bizarrap, escribiendo: "¿Recuerdas la tarea que publiqué cantando (Asi es el caserio, asi es mi caserio)?".
Después del lanzamiento de la canción, tuvo algunas críticas sobre la letra de la canción. Mucha gente comenzó a criticar a Anuel AA por la letra de la canción después de que hubiera un verso en la letra que dice "Algunos no estamos muertos, pero no estamos vivos", ya que muchos dijeron que era una frase sin sentido, así como el verso "Me dijo que ella es lesbiana, pues entonces hacemos un trío".
Sin embargo, Anuel AA siempre ha sido un artista muy criticado por sus letras por lo que estas críticas no sorprendieron a nadie, el puertorriqueño se ha caracterizado por expresar siempre en sus canciones lo que piensa y sus vivencias sobre todo en las calles. Así que está vez no iba a ser menos. 

## Vídeo musical
El vídeo musical de la canción fue dirigido por Pipes y alcanzó 1 millón de visitas en YouTube en solo 30 minutos de lanzamiento. El video musical de la canción alcanzó los 10 millones de visitas en YouTube en un día y actualmente cuenta con más de 75 millones de visitas

## Personal
Créditos adaptados de Genius.
- Bizarrap – productor, ingeniero de grabación
- Anuel AA – voces
- Evlay – mezcla
- Javier Fracchia – masterización
- EQ El Equalizer – ingeniero de grabación
- Nicolás Patiño – asistente de ingeniería
- ElTiin14 – obra de arte

## Posicionamiento en listas
| Lista (2021)                     | Mejor posición |
| -------------------------------- | -------------- |
| Argentina (Argentina Hot 100)    | 7              |
| España (Top 100 Canciones)       | 3              |
| Estados Unidos (Hot Latin Songs) | 38             |
| Global 200 (Billboard)           | 122            |